# Supersport-Weltmeisterschaft 2005
Die Supersport-WM-Saison 2005 war die siebte in der Geschichte der FIM-Supersport-Weltmeisterschaft. Es wurden zwölf Rennen ausgetragen.

## Punkteverteilung
Weltmeister wird derjenige Fahrer beziehungsweise der Hersteller, der bis zum Saisonende die meisten Punkte in der Weltmeisterschaft angesammelt hat. Bei der Punkteverteilung werden die Platzierungen im Gesamtergebnis des jeweiligen Rennens berücksichtigt. Die fünfzehn erstplatzierten Fahrer jedes Rennens erhalten Punkte nach folgendem Schema:
| Punkteverteilung | Punkteverteilung | Punkteverteilung | Punkteverteilung | Punkteverteilung | Punkteverteilung | Punkteverteilung | Punkteverteilung | Punkteverteilung | Punkteverteilung | Punkteverteilung | Punkteverteilung | Punkteverteilung | Punkteverteilung | Punkteverteilung | Punkteverteilung |
| ---------------- | ---------------- | ---------------- | ---------------- | ---------------- | ---------------- | ---------------- | ---------------- | ---------------- | ---------------- | ---------------- | ---------------- | ---------------- | ---------------- | ---------------- | ---------------- |
| Platz            | 1                | 2                | 3                | 4                | 5                | 6                | 7                | 8                | 9                | 10               | 11               | 12               | 13               | 14               | 15               |
| Punkte           | 25               | 20               | 16               | 13               | 11               | 10               | 9                | 8                | 7                | 6                | 5                | 4                | 3                | 2                | 1                |

In die Wertung kamen alle erzielten Resultate.

## Wissenswertes
- Alle Piloten traten auf Pirelli-Einheitsreifen an.

## Rennergebnisse
|    | Datum  | Rennen         | Strecke        | Pole-Position         | Platz 1               | Platz 2               | Platz 3            | Schn. Rennrunde       |
| -- | ------ | -------------- | -------------- | --------------------- | --------------------- | --------------------- | ------------------ | --------------------- |
| 1  | 26.02. | Katar          | Losail         | Sébastien Charpentier | Katsuaki Fujiwara     | Sébastien Charpentier | Michel Fabrizio    | Sébastien Charpentier |
| 2  | 03.04. | Australien     | Phillip Island | Sébastien Charpentier | Sébastien Charpentier | Kevin Curtain         | Fabien Foret       | Sébastien Charpentier |
| 3  | 24.04. | Spanien        | Valencia       | Sébastien Charpentier | Sébastien Charpentier | Katsuaki Fujiwara     | Kevin Curtain      | Sébastien Charpentier |
| 4  | 08.05. | Italien        | Monza          | Sébastien Charpentier | Katsuaki Fujiwara     | Sébastien Charpentier | Gianluca Nannelli  | Sébastien Charpentier |
| 5  | 29.05. | Europa         | Silverstone    | Sébastien Charpentier | Sébastien Charpentier | Kevin Curtain         | Fabien Foret       | Sébastien Charpentier |
| 6  | 26.06. | San Marino     | Misano         | Fabien Foret          | Sébastien Charpentier | Fabien Foret          | Katsuaki Fujiwara  | Sébastien Charpentier |
| 7  | 17.07. | Tschechien     | Brünn          | Sébastien Charpentier | Sébastien Charpentier | Michel Fabrizio       | Gianluca Nannelli  | Sébastien Charpentier |
| 8  | 07.08. | Großbritannien | Brands Hatch   | Sébastien Charpentier | Sébastien Charpentier | Michel Fabrizio       | Kevin Curtain      | Sébastien Charpentier |
| 9  | 04.09. | Niederlande    | Assen          | Sébastien Charpentier | Fabien Foret          | Sébastien Charpentier | Michel Fabrizio    | Katsuaki Fujiwara     |
| 10 | 11.09. | Deutschland    | EuroSpeedway   | Sébastien Charpentier | Kevin Curtain         | Broc Parkes           | Fabien Foret       | Kevin Curtain         |
| 11 | 02.10. | Italien        | Imola          | Sébastien Charpentier | Gianluca Nannelli     | Kevin Curtain         | Alessandro Corradi | Michel Fabrizio       |
| 12 | 09.10. | Frankreich     | Magny-Cours    | Michel Fabrizio       | Broc Parkes           | Kevin Curtain         | Michel Fabrizio    | Michel Fabrizio       |

## Fahrerwertung
| 1  | Sébastien Charpentier | Honda CBR 600 RR | Winston Ten Kate Honda      | 210 |
| 2  | Kevin Curtain         | Yamaha YZF-R6    | Yamaha Motor Germany        | 187 |
| 3  | Katsuaki Fujiwara     | Honda CBR 600 RR | Winston Ten Kate Honda      | 149 |
| 4  | Fabien Foret          | Honda CBR 600 RR | Team Megabike               | 144 |
| 5  | Michel Fabrizio       | Honda CBR 600 RR | Italia Megabike             | 138 |
| 6  | Broc Parkes           | Yamaha YZF-R6    | Yamaha Motor Germany        | 125 |
| 7  | Stéphane Chambon      | Honda CBR 600 RR | Gil Motorsport              | 94  |
| 8  | Gianluca Nannelli     | Ducati 749 R     | Ducati SC Caracchi          | 88  |
| 9  | Javier Forés          | Suzuki GSX-R 600 | Alstare Suzuki Corona Extra | 71  |
| 10 | Tatu Lauslehto        | Honda CBR 600 RR | Klaffi Honda                | 60  |
| 11 | Johan Stigefelt       | Honda CBR 600 RR | Stiggy Motorsports          | 58  |
| 12 | Alessio Corradi       | Ducati 749 R     | Ducati Selmat               | 50  |
| 13 | Robbin Harms          | Honda CBR 600 RR | Stiggy Motorsports          | 34  |
| 14 | Barry Veneman         | Suzuki GSX-R 600 | Suzuki Nederland            | 33  |
| 15 | Matthieu Lagrive      | Suzuki GSX-R 600 | Moto 1 - Suzuki             | 26  |
| 16 | Alessandro Antonello  | Kawasaki ZX-6RR  | Kawasaki Bertocchi          | 18  |
|    | Craig Jones           | Honda CBR 600 RR | Winston Ten Kate Honda      | 18  |
| 18 | Werner Daemen         | Honda CBR 600 RR | Van Zon Honda               | 17  |
|    | Arie Vos              | Yamaha YZF-R6    | Yamaha Racing Support       | 17  |
| 20 | Sébastien le Grelle   | Honda CBR 600 RR | Le Grelle Dholda in Action  | 15  |
| 21 | Tomas Miksovsky       | Honda CBR 600 RR | Intermoto Czech Republic    | 12  |

| 22 | Jürgen van den Goorbergh | Ducati 749 R     | Ducati Selmat               | 11 |
| 23 | Ivan Goi                 | Yamaha YZF-R6    | Bike Service                | 10 |
|    | Cristiano Migliorati     | Kawasaki ZX-6RR  | Lightspeed Kawasaki         | 10 |
|    | Simone Sanna             | Honda CBR 600 RR | Improve Racing              | 10 |
| 26 | Camillo Mariottini       | Honda CBR 600 RR | Start Team                  | 9  |
| 27 | Christophe Cogan         | Suzuki GSX-R 600 | Moto 1 - Suzuki             | 6  |
|    | Cal Crutchlow            | Honda CBR 600 RR | Northpoint Ekerold Honda    | 6  |
|    | Jarno Janssen            | Suzuki GSX-R 600 | Suzuki Nederland            | 6  |
|    | Tom Tunstall             | Honda CBR 600 RR | Hardinge Bridgeport         | 6  |
| 31 | Andrea Berta             | Ducati 749 R     | Ducati Selmat               | 5  |
|    | Paweł Szkopek            | Honda CBR 600 RR | Intermoto Czech Republic    | 5  |
|    | Arne Tode                | Honda CBR 600 RR | Van Zon Honda               | 5  |
| 34 | Kai-Børre Andersen       | Kawasaki ZX-6RR  | Kawasaki DocShop Racing     | 4  |
|    | Julien Enjolras          | Yamaha YZF-R6    | Tati Team Beaujolais Racing | 4  |
|    | David García             | Kawasaki ZX-6RR  | Lightspeed Kawasaki         | 4  |
| 37 | Matteo Baiocco           | Kawasaki ZX-6RR  | Lightspeed Kawasaki         | 3  |
|    | Julien Da Costa          | Kawasaki ZX-6RR  | Lightspeed Kawasaki         | 3  |
|    | Sami Penna               | Honda CBR 600 RR | Ajo Promotion               | 3  |
| 40 | Arturo Tizón             | Yamaha YZF-R6    | Promoracing                 | 2  |
| 41 | Niccolò Canepa           | Kawasaki ZX-6RR  | Lightspeed Kawasaki         | 1  |
|    | Vesa Kallio              | Yamaha YZF-R6    | Yamaha Racing Support       | 1  |

## Konstrukteurswertung
| 1 | Honda    | 270 |
| 2 | Yamaha   | 192 |
| 3 | Ducati   | 117 |
| 4 | Suzuki   | 90  |
| 5 | Kawasaki | 35  |